# 赤坂の姉妹より 夜の肌
『赤坂の姉妹より 夜の肌』（あかさかのしまいより よるのはだ）は、1960年の日本映画。東京映画製作、東宝配給、カラー、東宝スコープ。原作由起しげ子の『赤坂の姉妹』で、監督は川島雄三。赤坂でバーを営む姉妹の生き方を描いた作品である。
川口知子はこの作品での演技で日本映画製作者協会新人賞を授与された。

## あらすじ
信州から東京にやって来た鳴海冬子は、姉の助けで赤坂を訪れた。姉の夏生はバー「しのみ」のマダム。次の妹の昭恵さんもそこで働いていた。その日から冬子もしいの実での同居生活が始まった。阿久井自動車の副社長・阿久井や女給与ブローカーの田辺らが夏生に迫る。妹の態度に批判的な秋江は田辺に恋心を抱いていた。椎の実は夜の赤坂で頭角を現し、行きつけの料亭「照井」の女給からも密かに恐れられている。阿久井が椎の実でクラス会を開いた夜、夏生はクラスメイトの山脇に300万円が入ったカバンを間違えて渡し、夏生は秋江の不注意を責め、二人は対立した。阿久井は夏生に300万円の小切手を渡すが、カバンの持ち主が判明して一件落着。阿久井は再び椎の実の拡張資金として小切手を手渡した。その頃、政界の権力者・上谷が夏生に一目惚れし、常連客となる。上谷の恋愛相手は新劇女優の理恵だったが、理恵の現在の夫・中平は夏生の元恋人だった。冬子は大学の進歩派グループに身を投じ、ひょんなことから中平の助手となる。昭恵さんは店を出た。
夏生は店の拡大に成功し、店名を「まごころ」に変えてオープンし、夏生は上谷に相談を持ちかけるようになる。デモで逮捕された冬子を保護した中平は、冬子を夏生の元に送り届ける。中平は過去を謝罪し、改めて夏生に結婚を申し込んだ。二人の関係を知った冬子は、夏生の男に対する汚い態度を叱責した。新しいレストランの計画について、夏生は秋江と冬子に三姉妹でレストランを経営しようと改めて告げる。上谷は照井の買収を打診した。しかし、昭恵さんは田辺さんとともにブラジルに行くことを決意していた。北海道で見た新世界の理想を熱く語る冬子。別居した3人の女性の人生を映し出しながら、赤坂の夜が更けていく。

## キャスト
- 淡島千景 :鳴海夏生
- 新珠三千代 :鳴海秋江
- 川口知子 :鳴海冬子
- 三橋達也 :中平萄三
- 田崎潤 :阿久井譲二
- 松村達雄 :西長九造
- 久慈あさみ :赤木里枝
- 山岡久乃 :照井せい
- 柳沢真一 :楠田英之
- 露口茂 :営内義彦
- 立岡光 :山内全造
- 佐羽由子 :相沢連子
- 中村是好 :吉川善人
- 菅井きん :吉川おきん
- 安達国晴 :河田大八
- 本郷淳 :木村肇
- 蜷川幸雄 :富田学
- 横山道代 :芸者小千代
- 石田茂樹 :山脇一郎
- 高城淳一 :園田健児
- 加藤春哉 :ジロちゃん
- 川久保とし子 :内野こと
- 松本染升 :垣花富保
- 松下猛夫 :竹森喜反
- 坂内英二郎 :小泉晋動
- 清川玉枝 :鍵山守子
- 三枝陽子 :きよ
- 水町千代子 :君子
- 酒井健三 :鈴森
- 中原成男 :警官Ａ
- 久慈あさみ :オリーガ
- 中町由子 :マーシャ
- 高山真樹 :イリーナ
- 山本清 :クルイギン
- 井川比佐志 :チェプトウイキン
- 佐伯宰 :ナターシャ
- 伊藤雄之助 :植谷喜久三
- フランキー堺 :田辺潤平

## スタッフ
- 監督 ： 川島雄三
- 原作 ： 由起しげ子
- 脚色 ： 八住利雄、柳沢類寿、川島雄三
- 制作 : 佐藤一郎
- 音楽 ： 真鍋理一郎
- 撮影 ： 安本淳
- 美術 ： 小島基司

## 併映作品
- 『お姐ちゃんはツイてるぜ』